# Mount Peterson (Viktorialand)
Mount Peterson ist ein 1910 m Berg im ostantarktischen Viktorialand. Er ist die nördlichste Erhebung der Daniell-Halbinsel an der Borchgrevink-Küste. Der Berg wird flankiert vom Whitehall-Gletscher im Westen, vom Tucker-Gletscher und vom Tucker Inlet im Norden sowie vom Rossmeer im Osten.
Das New Zealand Geographic Board benannte ihn 2008 nach Dean Peterson, Manager für Wissenschaft und Information am neuseeländischen Regierungsinstitut Antarctica New Zealand von 1998 bis 2008.